# アイヘイトゴッド
アイヘイトゴッド (Eyehategod、EHG) は、アメリカ合衆国ニューオーリンズのヘヴィメタルバンド。80年代後期、パンテラのフィル・アンセルモらと伴に、ニューオーリンズでNOLAメタル・シーン(NOLA；New Orleans Louisi Ana)を牽引したバンドである。

## 略歴
バンドは、1988年4月20日のマリファナ・デーに結成された。
1990年、フランスの小さなレーベルIntellectual Convulsionと契約し、1stアルバム「In the Name of Suffering」をリリース。間もなくそのレーベルが解体したため、センチュリー・メディア・レコードに移籍し、1993年には2ndアルバムをリリースした。その後、カオスUK、ホワイト・ゾンビ (バンド)、C.O.Cらとツアーを行う。ツアー後、バンドメンバーは様々なサイドプロジェクトを開始する。ヴォーカルのマイク・ウィリアムズは雑誌「メタル・マニアックス」に連載を持っていて、ギタリストのジミー・バウワーはクロウバー、ダウン (バンド)、スーパージョイント・リチュアルで活動。またブライアン・パットンは、ソイレント・グリーンを結成した。
1996年、3rdアルバム「Dopesick」をリリース。当時、マイク・ウィリアムズはブルックリン住んでおり、レコーディングセッションのためにニューヨークとニューオーリンズの間を頻繁に移動していたという。その後、ホワイト・ゾンビとパンテラのツアーをサポートし、彼らはスラッジ・メタルの認知度を上げた。
2000年、4thアルバム「Confederacy of Ruined Lives」をリリース。
2005年6月、バンドと親しい友人であったアナル・カントのセス・パットナムが、ドラッグのオーバードースから復活。復帰後の初めてのライブを、彼らと一緒に行った。その後、ハリケーン・カトリーナ発生から間もなくして、マイク・ウィリアムズが麻薬容疑で逮捕される。彼は刑務所で91日間過ごし、ヘロイン依存症を克服。バンドメンバーや、パンテラのフィル・アンセルモらのサポートを受けながら、2005年12月に出所。2006年のマルディグラではライブを披露した。バンドの復活を祝い、ブルータル・トゥルースや、アラバマ・サンダープッシーら多くのバンドによるトリビュート・アルバムがリリースされた。
しかしその後しばらくの間、ＥＨＧは活動休止状態になる。
2013年、ドラマーのジョーイ・ラカーズが呼吸不全により死亡。アーロン・ヒルがドラマーとして加入する。
2014年、フィル・アンセルモのレーベル「Housecore Record」から、セルフ・タイトルの5thアルバムをリリース。
2016年、ウィリアムズが病に倒れる。その後のツアーは、フィル・アンセルモや、ラム・オブ・ゴッドのランディ・ブライが、サポート・ヴォーカルをめた。その年の年末、ウィリアムズは肝臓移植手術を受けた。
2021年3月12日、6枚目のアルバム「A History of Nomadic Behavior」をリリース。

## メンバー

### 現在のメンバー
- マイク・ウィリアムズ – リードボーカル  (1988–)
- ジミー・バウワー – ギター (1988–)　*スーパージョイント・リチュアル、ダウン、Crowbar、C.O.C.
- ゲイリー・メイダー – ベース (2002–)
- アーロン・ヒル – ドラム (2013–)

### 過去のメンバー
- ジョーイ・ラカーズ-ドラム (1988-2013)
- ブライアン・パットン – ギター (1993–2018)　*Soilent Green

## ディスコグラフィ

### アルバム
- In the Name of Suffering (1992)
- Take as Needed for Pain (1993)
- Dopesick (1996)
- Confederacy of Ruined Lives (2000)
- Eyehategod (2014)
- A History of Nomadic Behavior (2021)